# Llanura costera de Israel

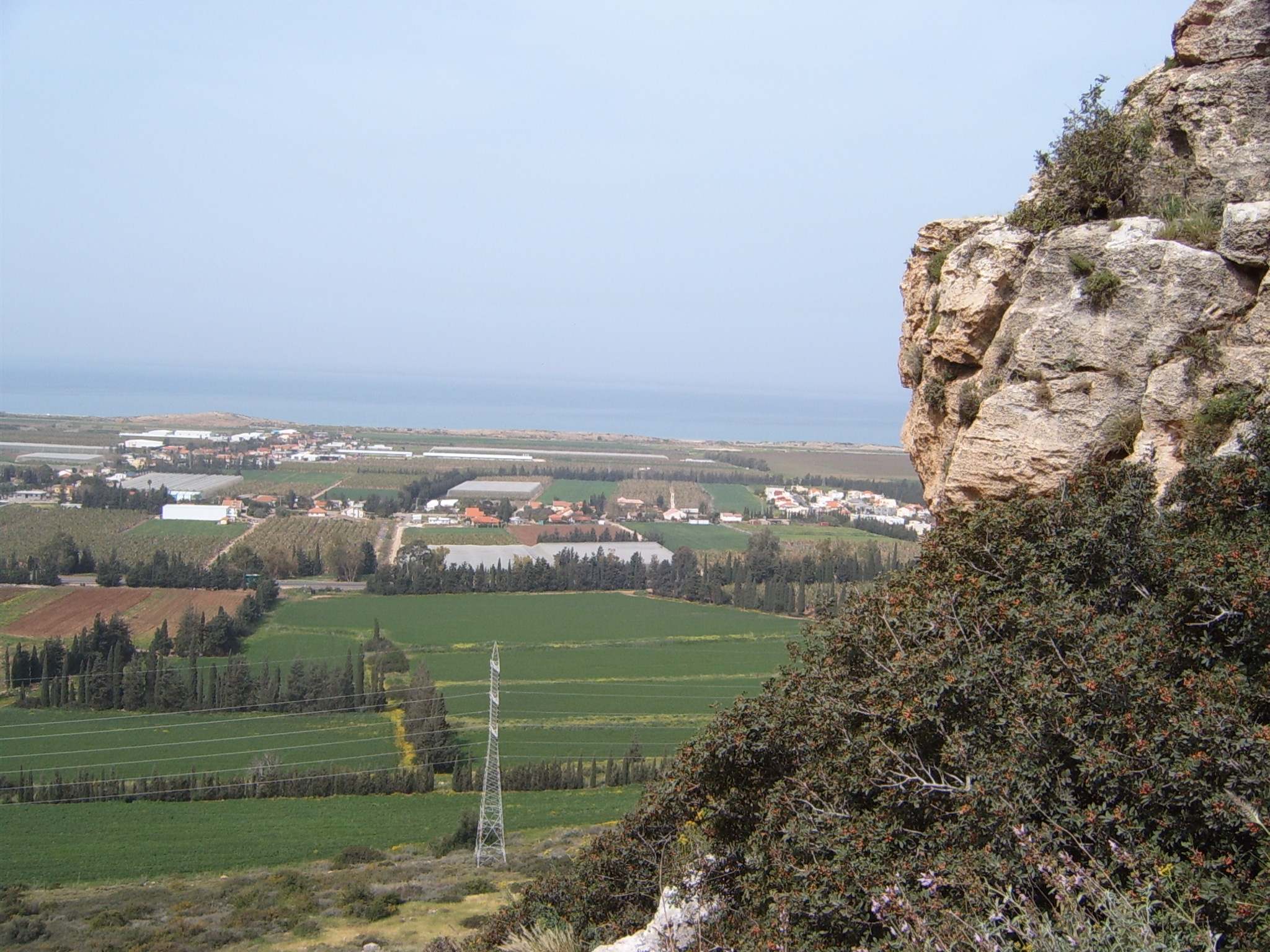
Vista de la Llanura costera de Israel desde el Monte Carmelo con el mar Mediterráneo de fondo.

La llanura costera de Israel (en hebreo: מישור החוף, Mishor HaHof) es el estrecha llanura costera a lo largo de la costa del mar Mediterráneo, que alberga al 70% de la población del país. La llanura se extiende 187 kilómetros de norte a sur y está dividido en una serie de áreas: la llanura de Zabulón (al norte de Haifa), Hof Hacarmel (de Haifa hasta el Monte Carmelo), la llanura del Sharon (del Monte Carmelo a Tel Aviv), y la llanura de Judea (de Tel Aviv a Zikim). Por su duración, la llanura tiene playas de arena y clima Mediterráneo.

## Geografía física
El área fue históricamente fértil en los tiempos bíblicos, siendo algunos sectores continuamente explotado desde entonces, aunque la mayor parte de ellos resultó mucho más tiempo bajo pantanos, teniendo que ser reconvertido de nuevo en fértil por los pioneros sionistas. En la actualidad, el área es el centro de explotación de cítricos del país, y contiene algunos de los asentamientos agrícolas de mayor éxito del país. La llanura tiene dos tipos espesos de suelo por causa de los sedimentos de los ríos; uno oscuro y pesado - ideal para realizar cultivos de campo, y otro más delgado y arenoso - ideal para el cultivo de cítricos.
A pesar de su longitud, la llanura solo es atravesada por dos importantes ríos, el Yarkon, que es de 27 kilómetros de largo que fluye desde la zona de Petaj Tikva hacia el Mediterráneo, y el Kishon que es de 43 kilómetros de largo, y desemboca en el golfo de Acre, al norte de Haifa.

## Geografía humana
Aproximadamente el 70% de la población israelí vive en la llanura costera, la mayor parte de ellos en el área metropolitana de Tel Aviv y el área metropolitana de la Bahía de Haifa. Es predominantemente habitada por la población judía del país, ya que judíos y otros no árabes constituyen más del 96% de la población de esta región, (alrededor de 4,2 millones de judíos israelíes viven en esta región, alrededor de un tercio de la población judía mundial).